# Pancole (San Gimignano)
Pancole est un petit hameau italien en Toscane. Il dépend de la commune de San Gimignano, à mi-chemin entre la ville même de San Gimignano et la commune de Certaldo. Son église date de 1668 et a été rénovée en 2000 grâce à une action du Vatican. Son économie est presque exclusivement constituée du tourisme, dont la forme la plus importante est l'agritourisme, et de l'agriculture. Cette dernière comprend des vignes, des oliviers et des tournesols.